# Корт, Франс де
Франс де Корт (нидерл. Frans de Cort; 21 июня 1834 — 18 января 1878) — фламандский поэт.
Его стихотворения полны искреннего чувства и тщательно обработаны; чаще всего он воспевает супружеское счастье и домашнюю жизнь. Его сборники: «Liederen» (Антверпен, 1857—1859), «Zing-Zang» (Брюссель, 1866), «Liederen» (Гронинген, 1868); Кроме того, он перевёл избранные стихотворения Борнса.